# Клеант
Клеант ( стгрч. ΚλεανθηςΚλεανθης) из Асос (око 331/330, пне, Мала Азија - око 230. п. н. е., Атина) - антички стоички филозоф, представник раних (старих) стоика, који је живео средином 3. века п.н.е, ученик Зенона из Китиума, након чије смрти је постао његов наследник на челу стоичке школе.

## Биографија
У младости је био први борац. Οко 280. п. н. е. дошао је да учи код Зенона: дошавши у Атину са 4 драхме, платио им је за право да слушају његово читање, а ноћу је носио воду и месио брашно.
Од својих бројних дела, поред малих одломака, Стобеј је сачувао „Химну Зевсу“. Ово је највећи текст који је дошао у наше време из античке епохе. У овом делу Универзум се „појављује као једно велико живо биће, чија је душа Бог, а срце Сунце“.
Клеант је познат углавном по томе што га је оптужио за атеизам и захтевао протеривање аутора хелиоцентричног система Аристарха са Самоса, јер је „померио Огњиште Универзума“, под којим је Клеант очигледно мислио на Земљу. Не зна се да ли су Грци послушали Клеантов савет.
Према једној верзији, апостол Павле цитира Клеанта у његовом говору одржаном у Атини, који је забележен у 17. поглављу књиге Дела Апостолских: „Као што су неки од ваших песника рекли: 'Ми смо његов нараштај'. (Дела 17:28) (према другим верзијама, Павле цитира Епименида, или песника Пиндара).
Клеант је био први од стоика који се обратио Хераклиту.
Клеантов најзначајнији ученик био је његов наследник Хрисип, који је почео да учи са њим око. 260. п. н. е. Такође, сфере Босфора, које су училе са Зеноном, можда су училе са њим.
Клеант поседује израз „Дуцунт волентем фата, нолентем трахунт“ који је Сенека превео на латински („Судбина води вољног, вуче невољног“).
Према легенди, Клеант је, следећи екстремне принципе стоицизма, умро од глади, али је то учинио у 100. години.